# Gilles Villemure
Gilles Villemure (* 30. Mai 1940 in Trois-Rivières, Québec) ist ein ehemaliger kanadischer Eishockeytorwart, der von 1963 und 1977 für die New York Rangers und Chicago Black Hawks in der National Hockey League spielte.

## Karriere
Als er aus dem Junioren- in den Seniorenbereich wechselte, spielten nur sechs Teams in der NHL. In der Regel gab es einen Stammtorhüter, der fast alle Spiele bestritt. So war die Chance auf einen Sprung in die NHL gering. Nach zwei Jahren bei den New York Rovers und den Long Island Ducks in der EHL wechselte er in die WHL zu den Vancouver Canucks. In der Saison 1963/64 spielte er in der AHL bei den Baltimore Clippers. Hier bekam er die Gelegenheit den verletzten Jacques Plante in fünf Spielen bei den New York Rangers zu vertreten. 1964 kehrte er nach Vancouver zurück. 1966 spielte er dann erneut für die Baltimore Clippers. In der Saison 1967/68 war bei den Rangers der Platz des zweiten Torhüters frei, nachdem Cesare Maniago im NHL Expansion Draft 1967 das Team verlassen hatte. Vier Einsätze bekam er als Ersatz von Ed Giacomin. Oft spielte er auch in der AHL bei den Buffalo Bisons.
Der Durchbruch in der NHL gelang ihm in der Saison 1970/71, als die Rangers auf ein System mit zwei Torhütern umstellten. Nun teilte er sich die Spiele mit Giacomin. Gleich im ersten Jahr gewannen die beiden die Vezina Trophy. Dreimal in Folge spielte er beim NHL All-Star Game. In der Saison 1974/75 hatte er erstmals mehr als die Hälfte der Spiele bestritten.
Im Jahr darauf wechselte er im Tausch für Doug Jarrett zu den Chicago Black Hawks. Hier stand mit Tony Esposito einer besten Torhüter dieser Zeit im Tor. Nach 15 Spielen in seiner ersten Saison folgten nur noch sechs in der folgenden. Mit 37 Jahren beendete er im Sommer 1977 seine Karriere.

## Erfolge und Auszeichnungen
- WHL First All-Star Team: 1966
- WHL Second All-Star Team: 1963
- Rookie of the Year Award - WHL: 1963
- AHL First All-Star Team: 1969 und 1970
- AHL Second All-Star Team: 1967
- Harry „Hap“ Holmes Memorial Award: 1969 und 1970
- Les Cunningham Award: 1969 und 1970
- Calder-Cup-Gewinn mit den Buffalo Bisons: 1970
- Vezina Trophy: 1971 gemeinsam mit Ed Giacomin
- Teilnahme am NHL All-Star Game; 1971, 1972 und 1973